# Concert per a violí núm. 4 (Mozart)
El Concert per a violí núm. 4 en re major, K. 218, és una composició de Wolfgang Amadeus Mozart del 1775, a Salzburg. L'autògraf de la partitura es conserva a la Biblioteka Jagiellońska (Universitat Jagellónica) de Cracòvia.
El concert presenta la típica estructura "ràpid-lent-ràpid":
1. Allegro
2. Andante cantabile.
3. Rondeau (Andante grazioso - Allegro ma non troppo).

La seva interpretació dura uns 23 minuts.
Aquest concert destaca tant pel seu virtuosisme brillant com pel lirisme i bellesa de la melodia. A diferència del que el precedeix (el concert en sol major), mira cap a la música italiana, concretament cap a un Concert de Boccherini que Mozart havia escoltat a Florència l'any 1770 i presenta un estil galant que en aquells moments envaïa l'esperit musical europeu, com també mostra una imaginació desbordant que de vegades passa per sobre de l'exactitud de la forma. També contrasta amb el seu anterior concert el paper menys important de l'orquestra, per donar pas al lluïment del solista.
És un dels concerts clàssics per a violí més destacats i interpretats, com també una peça cabdal del repertori violinístic.

## Datació de l'obra
Tradicionalment s'ha pensat que els 5 concerts per a violí van ser composts l'any 1775. Però s'ha comprovat que les dates dels manuscrits de tots els concerts van ser manipulades més d'una vegada, tal com diuen els estudis de Wolfgang Plath i d'Alan Tyson, realitzats a partir del manuscrit original, que es troba a la biblioteca Jagiellonska a Cracòvia (excepte el concert nº 5, que es troba a la Music Division de la Library of Congress a Washington DC). La data de 1775 va ser canviada per 1780, i posteriorment va tornar a ser establerta el 1775. El motiu pel qual s'hauria produït aquest canvi en la datació podria ser per un intent per part del mateix Mozart o del seu pare de passar per obres noves les que ja havien sigut compostes feia temps. Finalment, i segons el que Plath i Tyson varen investigar, els concerts K211, 216, 218 (el nº 4 en re major) i 219 són de 1775; només el K207 ha sigut datat del 14 d'abril de 1773, d'acord amb els estudis.

## La creació de l'obra
La predilecció de Mozart pel violí entre els anys 1773 i 1779 va ser destacable, i més concretament entre 1773 i 1775, dates entre les quals va compondre els cinc concerts per a violí. Malgrat que se sentia més còmode tocant el piano, havia adquirit una gran habilitat amb l'instrument de corda, donat que, a part de ser un autèntic prodigi, el seu pare, l'any del seu naixement, havia publicat un dels tractats de pedagogia del violí més destacats del seu temps (“Versuch einer gründlinchen Violinschule”). Una prova que era habitual tocant el violí en públic és un fragment d'una carta del 23-25 d'octubre de 1777 on comenta que ha tocat el Concert en si bemoll de Wanhal amb una resposta molt positiva per part l'audiència.
Per altra banda, els concerts i la música concertant per a violí eren molt populars a Salzburg durant aquest període. Eren habituals els concerts amb fragments virtuosos, com també els divertimenti amb part de solista.
És poc coneguda la influència que va tenir el Michael Haydn en la música de Mozart, però el jove Wolfgang admirava les obres del germà del cèlebre compositor, fins al punt de copiar-les com a exercici.